# 王柔怀
王柔怀（1924年10月30日—2001年11月5日），教授，四川自贡人。1945年毕业于武汉大学数学系。曾任国立自贡工业专科学校教员。建国后，历任东北工学院讲师，吉林大学教授、数学研究所副所长，吉林省数学学会第三届理事长。从事微分方程的教学和研究。六十年代初期建立一般抛物边值问题的Schauder型理论及椭圆和抛物边值问题的Lp估计，方法简捷；对拟微分算子与Fourier积分算子深有研究。与伍卓群合编《常微分方程讲义》。